# Реммал-ходжа
Мухамме́д Нидаи́ Кайсуни́-заде́ (прозвище Ремма́л Ходжа́) – придворный,  астролог, друг и собеседник крымского хана Сахиб Гирея. Прозвище получил за астрологическое искусство. В 1550-х  годах, находясь в заключении, написал ряд сочинений,  в том числе исторический трактат «Тарих-и Сахиб-Гирей-хан» (История Сахиб-Гирей-хана). В трактате изложена история черкесских походов и трагической гибели хана. Публикация О. Гёкбильгина (1973) включает оригинальный текст на тюркском языке и перевод на французский.

## Произведения
Реммал-Ходжа имел способность к наукам, астрологии и пробовал писать стихи. До потомков дошли: «История Сахиб Гирей-хана» и «Польза для людей в стихах».

### «История Сахиб Гирея-хана»
Главное достояние Реммал-Ходжи-его "истории хана Сахиб Гирея". Книгу, которую он написал на староосманском языке дословно переведено турецкий просветитель О. Гекбильгин (1973). Первое издание вмещало оригинальную текстовку на староосманском языке и перевод на французский. Сам трактат это описание походов крымского хана Сахиб Гирея и его трагической гибели.

### «Польза для людей в стихах»
Небольшая альбомный тетрадь стихов была написана в XVII веке написана персонально для османского султана Селима II. В нем автор стихотворным образом перевел трактат по диагностике и лечению болезней. Особенности рукописи: начинается с молитвы за здоровье султана и каждый новый раздел начинался со слов «рецепт» или «лекарство от ...» Сейчас, оригинал, с которого Реммал-Ходжа делал перевод сохранился в рукописных собраниях только Санкт-Петербурга и Парижа.

## Ссылка
- "Хроника Реммаля Хаджи" история Сахиб-Герея», как источник по крымскотатарским походам " — Остапчук В.